# Jan Janáček
Jan Janáček (1. února 1880 Doubravník – 5. února 1962 Praha) byl český a československý státní úředník a politik, koncem první republiky krátce ministr průmyslu, obchodu a živností.

## Biografie
Absolvoval Vysokou školu obchodní v Praze. V letech 1911–1919 byl úředníkem moravského zemského výboru v Brně, poté přešel na ministerstvo průmyslu, obchodu a živností. K roku 1938 se uvádí jako přednosta odboru ministerstva průmyslu, obchodu a živností. Od 22. září 1938 zastával post ministra průmyslu, obchodu a živností v první vládě Jana Syrového. Na postu setrval do 4. října 1938.